# Huesa
Huesa là một đô thị trong tỉnh Jaén, Tây Ban Nha. Theo điều tra dân số 2005 (INE), đô thị này có dân số là 2.727 người.
37°46′B 3°04′T / 37,767°B 3,067°T